# Radio Kimche Mapu
Radio Kimche Mapu fue una radio comunitaria ubicada en la comuna de Lanco, región de Los Ríos. El nombre de la radio proviene del mapudungún que significa tierra de gente sabia.

## Historia
La radio comenzó sus actividades en la frecuencia 107.1 FM el año 2011, con su directora, la comunicadora Mapuche Mireya Manquepillan.
La radio fue cerrada por la Policía de Investigaciones por requerimiento de los tribunales de justicia, debido a que no contaban con las licencias de radiodifusión necesarias para poseer la radio comunitaria. Este hecho fue reseñado en un informe de la Organización de Naciones Unidas de 2013 en la Impunidad en Países de América Latina y el Caribe.
Tras el cierre forzoso de la radio, la directora de la radio Mireya Manquepillán, presentó una denuncia ante el Comité para la Eliminación de la Discriminación Racial de Naciones Unidas, en Ginebra, por discriminación racial al decretar el cierre de la emisora. Chile es uno de los pocos país del mundo donde la emisión ilegal de radio es penada con cárcel.